# Fed Cup 2016 Wereldgroep I play-offs
De Fed Cup 2016 Wereldgroep I play-offs vormden een naspel van de Fed Cup 2016, waarin promotie en degradatie tussen de twee hoogste niveaus (Wereldgroep I en Wereldgroep II) werden bevochten.
De wedstrijden werden gespeeld op 16 en 17 april 2016.

## Reglement
De vier verliezende teams van de eerste ronde van Wereldgroep I en de vier winnaars van Wereldgroep II nemen aan dit naspel deel. Het ITF Fed Cup comité bepaalt welke vier landen geplaatst worden, aan de hand van de ITF Fed Cup Nations Ranking. Hun tegenstanders worden door loting bepaald. Welk land thuis speelt, hangt af van hun vorige ontmoeting (om de andere), dan wel wordt door loting bepaald als zij niet eerder tegen elkaar speelden. Een landenwedstrijd bestaat uit (maximaal) vijf "rubbers": vier enkelspelpartijen en een dubbelspelpartij. Het land dat drie "rubbers" wint, is de winnaar van de landenwedstrijd. De vier winnende landen plaatsen zich voor de Fed Cup Wereldgroep I in het jaar erop. De vier verliezende landen zullen in het volgend jaar deelnemen in Wereldgroep II.

## Deelnemers
In 2016 namen de volgende acht landen deel aan de Wereldgroep I play-offs:
- Duitsland (verloor van Zwitserland in Wereldgroep I)
- Italië (verloor van Frankrijk in Wereldgroep I)
- Roemenië (verloor van Tsjechië in Wereldgroep I)
- Rusland (verloor van Nederland in Wereldgroep I)
- Australië (won van Slowakije in Wereldgroep II)
- Spanje (won van Servië in Wereldgroep II)
- Verenigde Staten (won van Polen in Wereldgroep II)
- Wit-Rusland (won van Canada in Wereldgroep II)

## Plaatsing, loting en uitslagen
Geplaatste teams hebben het plaatsingcijfer tussen haakjes.
| locatie     | ondergrond | thuisspelend land | uitslag | uitspelend land  |
| ----------- | ---------- | ----------------- | ------- | ---------------- |
| Moskou      | gravel (i) | Rusland (1)       | 2-3     | Wit-Rusland      |
| Lleida      | gravel     | Spanje            | 4-0     | Italië (2)       |
| Cluj-Napoca | gravel (i) | Roemenië          | 1-4     | Duitsland (3)    |
| Brisbane    | gravel     | Australië (4)     | 0-4     | Verenigde Staten |

### Vervolg
- Duitsland handhaafde haar niveau, en bleef in Wereldgroep I.
- Spanje, Verenigde Staten en Wit-Rusland promoveerden van Wereldgroep II in 2016 naar Wereldgroep I in 2017.
- Australië wist niet te ontstijgen aan Wereldgroep II.
- Italië, Roemenië en Rusland degradeerden van Wereldgroep I in 2016 naar Wereldgroep II in 2017.